# David Leray
Pour les articles homonymes, voir Leray.
David Leray, né le 2 mars 1984 à Saint-Père-en-Retz, est un footballeur français.
Il mesure 1,81 m son poids de forme est 69 kg.
Défenseur polyvalent, il peut opérer latéral ou central.

## Biographie
Il commence le football dans son enfance à Chauvé et à Saint-Père-en-Retz en Loire-Atlantique. David Leray est formé par le FC Nantes, il joue en CFA durant deux saisons et remporte la coupe Gambardella. L'équipe compte également dans ses rangs des joueurs comme Luigi Glombard ou Emerse Faé qui ont depuis rejoint l'effectif professionnel.
David Leray débute en Ligue 1 face à Istres (1-0) le 18 septembre 2004.
En 2006 David signe au FC Tours alors entraîné par Albert Falette. Il y restera un an.
En 2007, il rejoint Angers SCO qui vient alors juste de monter en L2. Il restera 4 ans de ce club.
Il y disputera 73 matchs et marquera deux buts.
Après une année sabbatique, il signe au club du SO Cholet (CFA 2) pour la saison 2012/2013, ou il retrouvera Charles Devineau et Medhi Leroy, anciens de la maison jaune.

## Palmarès
- Vainqueur de la Coupe Gambardella 2001-2002 avec le FC Nantes.